# 천안성성중학교
천안성성중학교(天安聖城中學校)는 대한민국 충청남도 천안시 서북구 두정동에 있는 공립 중학교이다.

## 학교 연혁
- 2001년 8월 29일 : 천안성성중학교 설립인가(12학급)
- 2003년 3월 5일 : 제1회 입학식(입학생 404명)
- 2003년 10월 1일 : 개교기념일 행사
- 2025년 1월 8일 :제20회 졸업식(268명) 졸업생 누계:6,514명
- 2025년 3월 1일 : 제8대 라은선 교장 부임
- 2025년 3월 4일 : 제23회 신입생 입학식(320명)

## 참고 자료
- 천안성성중학교 - 한국교육학술정보원 학교알리미